# La Neuville-du-Bosc
La Neuville-du-Bosc – miejscowość i gmina we Francji, w regionie Normandia, w departamencie Eure.
Według danych na rok 1990 gminę zamieszkiwało 325 osób, a gęstość zaludnienia wynosiła 22 osoby/km² (wśród 1421 gmin Górnej Normandii La Neuville-du-Bosc plasuje się na 590 miejscu pod względem liczby ludności, natomiast pod względem powierzchni na miejscu 146).